# 무스펠스헤임

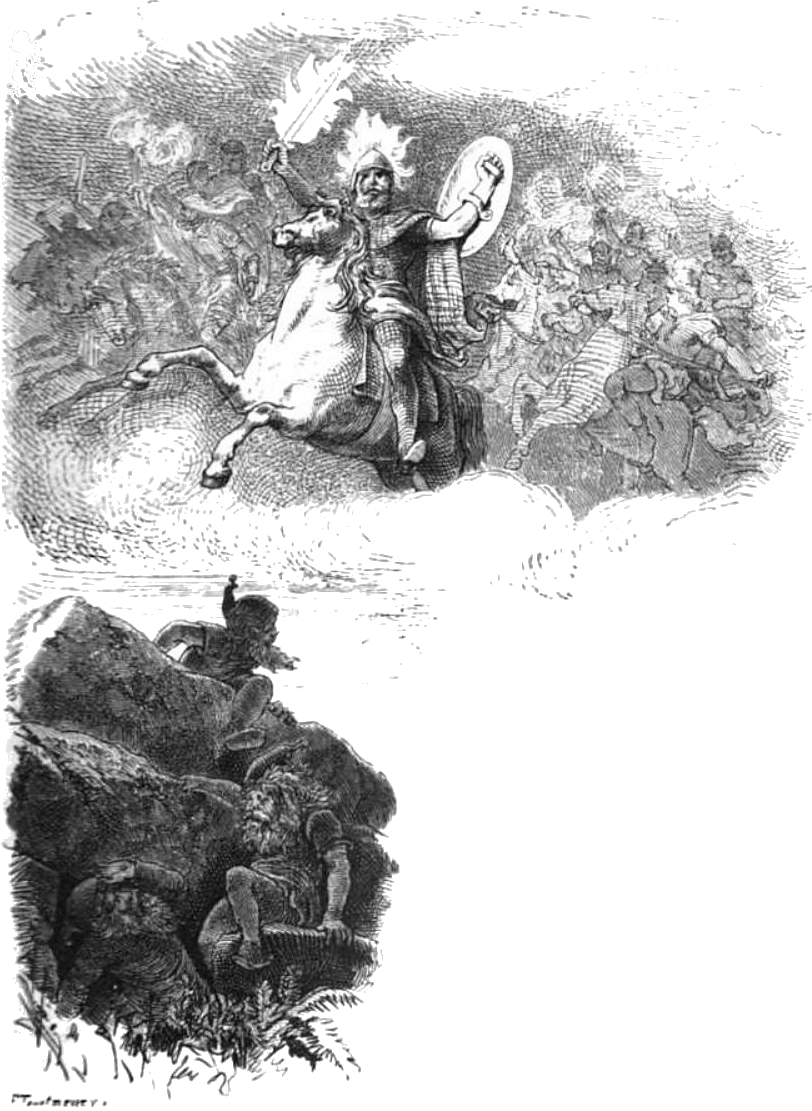
라그나로크 때 수르트의 영도하에 몰려온 엘드요트나르.

무스펠스헤임(고대 노르드어: Múspellsheimr) 또는 무스펠(고대 노르드어: Múspell)은 노르드 신화에 등장하는 불의 세계로, 수르트와 그 아내 신마라가 다스린다. 무스펠스헤임에 사는 존재들을 엘드요툰(고대 노르드어: eldjǫtunn)이라고 하며, 복수형은 엘드요트나르(고대 노르드어: eldjǫtnar)이다. 이는 곧 "불의 거인"이라는 뜻이다. 엘드요툰들은 무스펠스쉬니르(고대 노르드어: Múspellssynir) 또는 무스펠스메기르(고대 노르드어: Múspellsmegir)라는 별칭으로도 불리는데, 이것은 "무스펠의 아들들"이라는 뜻이다. 또한 "말세의 파괴자"라는 뜻의 류펜드(고대 노르드어: Rjúfendr)라는 별칭도 있다. 무스펠스헤임은 남쪽에 있으며 불의 세계이고, 북쪽에는 얼음의 세계인 니플헤임이 있다. 두 세계의 기운이 긴눙가가프에서 만나 물을 형성한 것이 노르드 신화에서의 창세의 시작이다. 또 해와 별들은 무스펠스헤임에서 하늘로 튀어나와 생긴 것이다.
스노리 스투를루손의 《신 에다》 제1부인 〈길피의 속임수〉를 보면 라그나로크 때 무스펠의 아들들이 비프로스트 무지개다리를 부수면서 말세의 시작을 알린다고 한다.
"무스펠스헤임"이라는 말의 어원은 불확실하지만, "세계의 파괴자" 또는 "세계의 파괴"를 의미하는 "문드스필리"(Mund-spilli)에서 비롯되었을 가능성이 있다.

## 같이 보기
- 무스필리
- 아홉 개의 세계